# Bazirita
La bazirita és un mineral de la classe dels silicats, que pertany al grup de la benitoïta. Rep el seu nom de la seva composició química, contenint BAri i ZIRconi.

## Característiques
La bazirita és un ciclosilicat de fórmula química {\displaystyle {\ce {BaZr(Si3O9)}}}. Cristal·litza en el sistema hexagonal. La seva duresa a l'escala de Mohs es troba entre 6 i 6,5.
Segons la classificació de Nickel-Strunz, la bazirita pertany a «09.CA - Ciclosilicats, amb enllaços senzills de 3 {\displaystyle {\ce {[Si3O9]^6-}}} (dreier-Einfachringe), sense anions complexos aïllats» juntament amb els següents minerals: benitoïta, pabstita, wadeïta, calciocatapleiïta, catapleiïta, pseudowol·lastonita, margarosanita, walstromita i bobtrail·lita.

## Formació i jaciments
Va ser descoberta l'any 1975 a l'illa de Rockall, a les Hèbrides Exteriors, a Escòcia (Regne Unit). També ha estat descrita a Šebkovice (República Txeca), a Tres Pozos (Mèxic), al mont Altai (Mongòlia), a la serralada Alai (Tadjikistan) i al comtat de Fresno (Estats Units).